# Giovanni Leone
Pour les articles homonymes, voir Leone.
Giovanni Leone, né le 3 novembre 1908 à Naples et mort le 9 novembre 2001 à Rome, est un avocat, juriste et homme d'État italien, longtemps membre de la Démocratie chrétienne (DC) et président de la République italienne de 1971 à 1978.
Professeur de droit à partir de 1936, il entre en politique huit ans plus tard, en fréquentant activement les démocrates-chrétiens, qu'il rejoint ensuite. Membre de l'Assemblée constituante à partir de 1946, il concourt à la rédaction du texte préliminaire de la Constitution. Entre 1955 et 1963, il est président de la Chambre des députés, avant de diriger brièvement, à deux reprises non-consécutives, un gouvernement transitoire comme président du Conseil.
Nommé sénateur à vie par le président Giuseppe Saragat en 1967, il est élu, le 24 décembre 1971, président de la République italienne, à l'issue de la plus longue élection présidentielle de l'histoire du pays, pour un mandat de sept ans. Il veille alors, durant sa présidence, à ce que la Constitution soit strictement respectée, s'en tenant toutefois à une attitude plutôt effacée tout au long de son septennat.
Soupçonné à tort d'être impliqué dans l'affaire Lockheed, il se défend de toute compromission mais préfère démissionner le 15 juin 1978, quelques mois avant l'échéance naturelle de son mandat, retrouvant la fonction de sénateur à vie qu'il garde jusqu'à sa mort, en 2001.

## Biographie

### Vie familiale et carrière universitaire
Fis d'un avocat napolitain originaire de Pomigliano d'Arco et comptant parmi les fondateurs du Parti populaire en Campanie, Giovanni Leone décide, dès ses jeunes années, de suivre l'exemple de son père dans le domaine juridique. Âgé, en 1929, de vingt-et-un ans, il est déjà diplômé d'État en droit et en science politique. Deux ans plus tard, une fois son diplôme obtenu, Leone devient pour quelques mois le président de la section napolitaine de la Fédération des universitaires catholiques italiens, puis travaille à l'étude de l'avocat Enrico De Nicola.
Il débute dans sa carrière universitaire par sa nomination, en 1935, à professeur agrégé de droit et procédure pénale à la faculté de droit de l'université de Camerino ; par la suite, il réussit brillamment lors d'un concours ouvert pour la nomination à professeur des universités. Entre 1935 et 1940, il enseigne à la faculté de droit l'université de Messine, puis, de 1940 à 1948, à la faculté de droit de l'université de Bari, où il rencontre Aldo Moro. Ses compétences juridiques reconnues par ses pairs lui valent de faire partie, en 1942, de la commission chargée de rédiger le Code de la navigation, pour lequel il a pu traiter, presque exclusivement, de la partie relative au droit pénal. Dans le même temps, il est enrôlé comme officier auxiliaire et juge au tribunal militaire de Naples ; à ce titre, il refuse, au mois de septembre 1943, d'approuver l'ordre d'exécution d'une quarantaine de prisonniers antifacistes détenus à la prison de Poggioreale, une action courageuse qui lui vaudra une reconnaissance officielle de l'État plusieurs décennies plus tard, en 1998.
En 1945, il rencontre Vittoria Michitto, fille d'un notable de Caserte, qu'il épouse quelques mois plus tard, le 15 juillet 1946. De ce mariage naissent quatre enfants, dont l’aîné meurt peu de temps après sa naissance.
Il poursuit une remarquable carrière d'avocat, défendant notamment Bruno Milanesi, soupçonné de haute trahison pour avoir vendu du matériel militaire inefficace et finalement acquitté grâce aux grands efforts de son conseil ; plusieurs années plus tard, il se fait l'avocat du démocrate-chrétien Bernardo Mattarella contre Danilo Dolci et Franco Alasia, tous deux jugés coupables de diffamation envers Mattarella après l'avoir soupçonné de collusion avec la mafia. Entre 1955 et 1965, il est l'avocat défenseur de quatre mafieux siciliens dans un procès intenté par Francesca Serio, la mère de Salvatore Carnevale (it), syndicaliste assassiné en 1955 par la mafia. Les accusés sont d'abord condamnés, puis absous en appel et en cassation.
Parallèlement à ses activités menées au barreau, Giovanni Leone poursuit sa carrière universitaire, comme professeur de droit pénal à la faculté de droit de l'université de Naples - Frédéric-II de 1948 à 1956, puis de procédure pénale à la faculté de droit de La Sapienza de Rome, de cette dernière date jusqu'à son élection à la présidence de la République le 24 décembre 1971. Sa production universitaire est particulièrement abondante, Leone étant l'auteur de très nombreuses publications faisant encore autorité, dont un manuel de procédure pénale prisé par plusieurs générations d'étudiants, la dernière édition de ce manuel datant de 1985.

### Carrière politique

#### Premières responsabilités

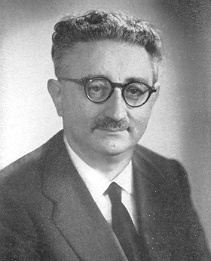
Giovanni Leone, alors député, en 1963.

Afin de pouvoir accéder à un poste de professeur des universités, Leone a été contraint d'adhérer au Parti national fasciste, condition obligatoire pour tous les fonctionnaires de l'État. Après la Libération, en 1944, il rejoint les démocrates-chrétiens puis est désigné, moins d'un an plus tard, comme secrétaire politique de la section napolitaine du parti. Le 2 juin 1946, du fait des élections constituantes, il entame une longue carrière parlementaire en entrant à l'Assemblée constituante, au sein de laquelle il représente le collège électoral de Naples-Caserte ; sa réputation de brillant juriste l'amène à faire partie de la « Commissione dei 75 », organe parlementaire chargée des travaux préparatoires de la rédaction de la Constitution.
Après les élections générales du 18 avril 1948, Giovanni Leone devient, pour la première fois, député pour la circonscription de Naples-Caserte ; deux ans plus tard, le 24 mai 1950, il est élu vice-président de la Chambre avant d'être désigné rapporteur des modifications législatives du code procédure pénale de 1930, nouvelle version remplaçant un tiers du texte original qui reste en vigueur jusqu'en 1989.
Après l'élection, le 29 avril 1955, de Giovanni Gronchi à la présidence de la République, la présidence de la Chambre des députés est laissée vacante ; respecté par l'ensemble de ses collègues qui lui reconnaissent des qualités d'écoute et d'impartialité quand il devait, comme vice-président, présider certaines séances plénières, Giovanni Leone est conduit au « perchoir » de la chambre basse par 311 voix contre 213 pour le socialiste Ferdinando Targetti.
Fort d'un certain consensus, il est réélu trois ans plus tard, le 12 juin 1958, par 320 voix, puis le 16 mai 1963, par 346 voix contre 148 pour le communiste Girolamo Li Causi.

#### Président du Conseil
Le 16 mai 1963, le président du Conseil Amintore Fanfani, figure de la Démocratie chrétienne, démissionne après les élections générales du 28 avril 1963, à l'issue desquelles la DC a perdu plusieurs sièges. Le secrétaire du parti, Aldo Moro, est alors pressenti pour lui succéder, mais l'opposition du bureau politique du Parti socialiste conduit celui-ci à renoncer.
Après une série de consultations, le chef de l'État Antonio Segni, soucieux de dénouer la crise au plus vite, confère à Leone, alors président de la Chambre des députés, la charge de former un gouvernement. Après plusieurs jours d'intenses tractations, Leone parvient finalement à constituer un gouvernement démocrate-chrétien, obtenant la promesse du soutien de trois partis — le Parti républicain italien, le Parti social-démocrate italien et le Parti socialiste italien. Le 21 juin 1963, le premier gouvernement Leone prête serment devant le président Segni, au palais du Quirinal.
La presse présente cet exécutif comme un « gouvernement balnéaire » (governo balneare), un cabinet tout à fait transitoire juste pour arriver à la session automnale du parlement et permettre ainsi la formation d'un nouveau gouvernement. C'est la première fois, depuis l'instauration de la République, que l'exécutif est dirigé par le président sortant de la Chambre des députés.
En juin 1968, à la suite des élections, Leone est, à nouveau, investi de la même mission par le président Giuseppe Saragat. Il démissionne le 13 décembre 1968. En 1970, il négocie le compromis qui permet l'adoption du projet de loi sur le divorce, sans que la majorité se brise.

#### Président de la République
Il est élu le 24 décembre 1971 sixième président de la République italienne, au 23e tour, par une majorité centriste (Démocratie Chrétienne, Parti social-démocrate italien, Parti républicain italien, Parti libéral italien) de 518 votes sur 1008 électeurs et avec l'apport inopiné des votes provenant des rangs du Mouvement social italien – Droite nationale (MSI-DN), l'ancien parti néofasciste alors virant à des positions moins extrémistes. Avec la conséquence de lui attirer depuis la méfiance des partis de gauche et l'hostilité des mouvements d'extrême gauche.   
Avenant et réservé, juriste jusqu'à la moelle des os et pourtant accueillant dans le geste et la parole, maître de la nuance mais en même temps net dans la critique, homme du Midi le plus cultivé tout en demeurant parfaitement sobre de comportement. Leone exerca son mandat avec un style, un ton, qui ne rappellent pas ceux de ses prédécesseurs. Période difficile, s'il en fut, pour l'Italie, et que symbolisa l'âpre bataille de l'élection présidentielle elle-même. 
Leone vécut, depuis son élection en décembre 1971, plusieurs moments cruciaux, appelant d'importantes décisions : le décret de dissolution des Chambres en février 1972 entraînant des élections anticipées, le renvoi du référendum sur le divorce (qui aura finalement lieu le 12 mai 1974), la désignation de  Giulio Andreotti comme chef d'un cabinet de centre après dix ans de gouvernements de centre-gauche (juin 1972), puis celle de Mariano Rumor pour diriger le retour au centre-gauche (juillet 1973), et finalement de Giulio Andreotti pour négocier une majorité incluant le Parti Communiste Italien (PCI) (juillet 1976). 
Le 15 juin 1978 il démissionna de son poste, six mois avant la fin de son mandat, à la suite des pressions du Parti communiste italien (PCI), alors dans la majorité de gouvernement, en raison d'une campagne virulente menée par l’hebdomadaire L'Espresso, alors proche de la gauche radicale, qui sans fournir aucun élément accusait le chef de l'État de corruption. « Véritable bouc émissaire », il fut par la suite blanchi de tout soupçon. Une autre tempête avait été déclenchée au printemps de 1978 avec la publication d'un livre au vitriol qui par la suite valut la condamnation de son autrice, la journaliste Camilla Cederna, pour diffamation. En juin 1978, il devient sénateur à vie en tant qu'ancien président de la République.
En 2005 son fils, Giancarlo Leone, a été nommé vice-directeur général de la chaîne publique italienne RAI.